# ألكسندر أوروز
ألكسندر أوروز (بالإسبانية: Alexander Oroz) هو لاعب كرة قدم تشيلي، ولد في 15 ديسمبر 2010.

## وصلات خارجية
- ألكسندر أوروز على موقع قاعدة بيانات كرة القدم.إي يو (الإنجليزية)
- ألكسندر أوروز على موقع Soccerway.com (الإنجليزية)